# Mirrorshades
Mirrorshades. Una antología ciberpunk (en inglés: Mirrorshades: The Cyberpunk Anthology) es una antología de ciencia ficción que reúne relatos de distintos autores, con selección y prólogo de Bruce Sterling. Publicada en español por Ediciones Siruela con traducción y nota preliminar de Andoni Alonso e Iñaki Arzoz en 1998.

## Historia
Publicado en 1986 por la editorial Arbor House, se considera la antología básica del movimiento cyberpunk y, junto con la novela Neuromante de William Gibson, el libro que inicia e impulsa el subgénero.

## Contenido de la edición en español
- Nota preliminar Andoni Alonso e Iñaki Arzoz
- Prólogo Bruce Sterling
- El continuo de Gernsback (The Gernsback Continuum, 1981) William Gibson
- Ojos de serpiente (Snake-Eyes, 1986) Tom Maddox
- Rock on (Rock On, 1984) Pat Cadigan
- Cuentos de Houdini (Tales of Houdini, 1983) Rudy Rucker
- Los chicos de la calle 400 (400 Boys, 1983) Marc Laidlaw
- Solsticio (Solstice, 1985) James Patrick Kelly
- Petra (Petra, 1982) Greg Bear, Premio SF Chronicle 1983 de relato corto y finalista en la misma categoría del Premio Nébula y del Premio Mundial de Fantasía
- Hasta que nos despierten voces humanas (Till Human Voices Wake Us, 1984) Lewis Shiner
- Zona libre (Freezone, 1985) John Shirley
- Stone vive (Stone Lives, 1985) Paul di Filippo
- Estrella roja, órbita invernal (Red Star, Winter Orbit, 1983) Bruce Sterling y William Gibson
- Mozart con gafas de espejo (Mozart in Mirrorshades, 1985) Bruce Sterling y Lewis Shiner